# Life in a Day 2020
Life in a Day 2020 ist ein Dokumentarfilm von Kevin Macdonald, der Anfang Februar 2021 beim Sundance Film Festival erstmals gezeigt wurde.

## Entstehung und Produktion
Es handelt sich bei dem Film um eine Fortsetzung von Life in a Day aus dem Jahr 2011. Damals ging es um den 24. Juli 2010, den Teilnehmende festhalten sollten, allerdings war Social Media noch nicht so verbreitet wie heute. Auch für Life in a Day 2020 hatte Regisseur Kevin Macdonald Menschen auf der ganzen Welt dazu aufgerufen, gemeinsam einen Film über einen bestimmten Tag zu drehen, diesmal Samstag, den 25. Juli 2020. Es wurde explizit darum gebeten, keine perfekten Social-Media-Videos einzureichen, sondern den eigenen Alltag zu filmen. Jeder, der ein Smartphone oder eine Kamera sowie einen Youtube-Account hatte, wurde zum Mitmachen aufgerufen, einen persönlichen Moment einzufangen. Die Mitmachenden sollten sich dabei mit den Fragen beschäftigen: „Was lieben Sie? Wovor haben Sie Angst? Was würden Sie gern ändern in der Welt?“ Die Filmemacher wollten einen ganz normalen Tag dokumentieren. Die Videoclips konnten vom 25. Juli bis zum 2. August 2020 eingereicht werden. Letztlich erhielt Macdonald über 300.000 Beiträge aus 191 Ländern, die alle am 25. Juli 2020 aufgenommen wurden. Hieraus wurde Life in a Day 2020 zusammengeschnitten.
Die Filmmusik komponierte Harry Gregson-Williams.
Der erste Trailer wurde kurz vor der Premiere Ende Januar 2021 präsentiert. Die erste Vorstellung erfolgte am 1. Februar 2021 beim Sundance Film Festival. Ab 6. Februar 2021 wurde er bei YouTube vorgestellt.